# Jō
Il jō (杖?) è un bastone di legno dalla lunghezza compresa fra 1 metro e 20 e 1 metro e 50 con la misura media che si attesta sui 1,28 m.
È usato in diverse arti marziali giapponesi, in cui solitamente viene nominato jōjutsu o jōdō. Il bastone jō è più corto di quello bō e viene ancora usato dalle forze dell'ordine giapponesi.
Nell'aikidō esiste una serie di tecniche chiamate aiki-jō usate per illustrare i principi dell'aikido con un'arma